# Australische Cricket-Nationalmannschaft in den West Indies in der Saison 1955
Die Tour der australischen Cricket-Nationalmannschaft auf die West Indies in der Saison 1955 fand vom 26. März bis zum 17. Juni 1955. Die internationale Cricket-Tour war Bestandteil der Internationalen Cricket-Saison 1955 und umfasste fünf Tests. Australien gewann die Serie 3–0.

## Vorgeschichte
Für beide Mannschaften war es die erste Tour der Saison.
Das letzte Aufeinandertreffen der beiden Mannschaften bei einer Tour fand in der Saison 1951/52 in Australien statt. Es war die erste Tour die Australien in den West Indies absolvierte.

## Stadien
Die folgenden Stadien wurden für die Tour als Austragungsort vorgesehen.
| Stadt         | Land                | Stadion               | Kapazität | Spiele       |
| ------------- | ------------------- | --------------------- | --------- | ------------ |
| Bridgetown    | Barbados            | Kensington Oval       | 11.000    | 4. Test      |
| Georgetown    | Guyana              | Bourda Cricket Ground | 25.000    | 3. Test      |
| Kingston      | Jamaika             | Sabina Park           | 20.000    | 1. & 5. Test |
| Port of Spain | Trinidad und Tobago | Queen’s Park Oval     | 25.000    | 2. Test      |

## Kaderlisten
Die Mannschaften benannten die folgenden Kader.
| Test | Test |
| West Indies | Australien |
| --- | --- |
| - Jeffrey Stollmeyer (K) - Denis Atkinson (VK) - Alfie Binns (wk) - Bunny Butler - Cleirmonte Depeiaza (wk) - Tom Dewdney - Hammond Furlonge - Glendon Gibbs - John Holt - Frank King - Norman Marshall - Clifford McWatt (wk) - Sonny Ramadhin - Collie Smith - Garry Sobers - Alf Valentine - Clyde Walcott - Everton Weekes - Frank Worrell | - Ian Johnson (K) - Gil Langley (VK, wk) - Ron Archer - Richie Benaud - Peter Burge - Les Favell - Neil Harvey - Jack Hill - Bill Johnston - Ray Lindwall - Len Maddocks (wk) - Colin McDonald - Keith Miller - Arthur Morris - Bill Watson |

## Tests

### Erster Test in Kingston
| 26. – 31. März Scorecard | Kingston | Australien 515-9d (201) & 20-1 (5.2) | – | West Indies 259 (101) & 275 (96.1) (f/o) |
|                          |          | Australien gewinnt mit 9 Wickets     |   |                                          |

Australien gewann den Münzwurf und entschied sich als Schlagmannschaft zu beginnen.

### Zweiter Test in Port of Spain
| 11. – 16. April Scorecard | Port of Spain | West Indies 382 (104.5) & 273-4 (62) | – | Australien 600-9d (201) |
|                           |               | Remis                                |   |                         |

Die West Indies gewannen den Münzwurf und entschieden sich als Schlagmannschaft zu beginnen.

### Dritter Test in Georgetown
| 26. – 29. April Scorecard | Georgetown | West Indies 182 (43.5) & 207 (75.2) | – | Australien 257 (134.3) & 133-2 (58.5) |
|                           |            | Australien gewinnt mit 8 Wickets    |   |                                       |

Die West Indies gewannen den Münzwurf und entschieden sich als Schlagmannschaft zu beginnen.

### Vierter Test in Bridgetown
| 14. – 20. Mai Scorecard | Bridgetown | Australien 668 (235.5) & 249 (109.2) | – | West Indies 510 (157.1) & 234-6 (72) |
|                         |            | Remis                                |   |                                      |

Australien gewann den Münzwurf und entschied sich als Schlagmannschaft zu beginnen.

### Fünfter Test in Kingston
| 11. – 17. Juni Scorecard | Kingston | West Indies 357 (94.2) & 319 (117.5)             | – | Australien 758-8d (245.4) |
|                          |          | Australien gewinnt mit einem Innings und 82 Runs |   |                           |

Die West Indies gewannen den Münzwurf und entschieden sich als Schlagmannschaft zu beginnen.